# Collotheca spinata
Collotheca spinata är en hjuldjursart som först beskrevs av Hood 1893.  Collotheca spinata ingår i släktet Collotheca och familjen Collothecidae. Inga underarter finns listade i Catalogue of Life.